# توشکا (اکلاهما)
توشکا(به انگلیسی: Tushka) شهری در ایالت اکلاهما کشور ایالات متحده آمریکا است که جمعیت آن در سرشماری سال ۲۰۱۰ میلادی، ۳۱۲ نفر بوده‌است.